# Carloman II
Carloman II (866 – 12 tháng 12 884), vua Tây Frank, con út của vua Louis Nói lắp và Ansgarde, cùng người em Louis III, trở thành vua nước Pháp sau khi vua cha qua đời năm 879.
Một vài quý tộc ủng hộ ông trở thành vị vua duy nhất nhưng cuối cùng cả hai anh em đều lên ngôi. Dù có một vài nghi ngờ liên quan đến tính hợp pháp của họ, hai anh em đã giành được sự công nhận và đến tháng 3 năm 880 thì chia đôi lãnh thổ của cha tại Amiens, Carloman nhận phần Bourgogne và Aquitaine.
Tuy nhiên, sau đó công tước Boso xứ Provence đã phản bội lời thề với hai anh em và được chọn làm vua của Provence. Mùa hè năm 880, hai anh em Louis và Carloman tiến đánh Boso, chiếm được Mâcon và phần phía bắc lãnh địa của Boso. Họ thống nhất lực lượng với Charles Béo nhưng cũng bất thành trong việc vây hãm Vienne từ tháng 8 tới tháng 11. Chỉ cho đến mùa hè năm 882, bá tước Richard xứ Autun mới chiếm được Vienne.
Cùng thời điểm, tháng 8 năm 882, Carloman trở thành vị vua duy nhất của Pháp sau khi người anh Louis qua đời. Tuy nhiên, tình trạng quốc gia đang trở nên tồi tệ do những cuộc đột nhập lãnh thổ của những tên cướp biển Norman và quyền lực của ông ngày càng bị hạn chế. Ông còn phải hứng chịu những cuộc nổi dậy của các lãnh chúa phong kiến vùng Burgundia.
Carloman qua đời ngày 12 tháng 12 năm 884 khi đang đi săn và người anh họ Charles III le Gros
được chọn trở thành người kế vị.